# Thomas Eichelmann
Thomas Eichelmann (* 10. Juli 1965 in Singen am Hohentwiel) ist ein deutscher Unternehmensberater und Manager. Er arbeitete u. a. als Finanzvorstand (Chief Financial Officer) für die Deutsche Börse und zuletzt als Hauptgeschäftsführer der Investmentgesellschaft Aton. Im Juni 2019 wurde er in den Aufsichtsrat der Wirecard AG gewählt. Im Januar 2020 übernahm Eichelmann den Vorsitz im Aufsichtsrat von Wirecard.

## Ausbildung
Nach dem Abitur 1984 absolvierte Thomas Eichelmann bis 1986 eine Banklehre bei der Deutschen Bank. Anschließend leistete er bis 1988 seinen Wehrdienst und studierte dann bis 1994 Wirtschaftswissenschaften in Stuttgart und Zürich mit dem Abschluss lic.oec.publ.

## Berufliche Laufbahn
Von 1994 bis 2007 arbeitete er als Unternehmensberater für The Boston Consulting Group (Frankfurt am Main, 1994–1997), als Senior Manager für Bain & Company (München, 1997–2000) und als Senior Partner und Geschäftsführer sowie als Leiter des Kompetenzzentrums Financial Services für Roland Berger Strategy Consultants (München, 2000–2007). Seit 2006 hatte er ein Beratungsmandat bei der Deutsche Börse AG und wechselte 2007 zusammen mit einer Gruppe von Kollegen dorthin. Dort war er CFO und Personalvorstand. Außerdem Vorstand der Clearstream Holding AG sowie der Deutsche Börse Systems AG. Von 2010 bis 2018 hatte er die neu geschaffene Position des Hauptgeschäftsführers bei Aton bzw. Horus Vermögensverwaltungs VV KG, zwei Beteiligungsgesellschaften des Unternehmers Lutz Helmig, inne. 2011 bis 2014 war er zusätzlich Mitglied des Aufsichtsrats von Hochtief, dessen Vorsitzender er 2013 wurde. Er ist Mitglied des Wirtschaftsbeirats der Stadtsparkasse München und Mitglied der Kuratorien der Stiftungen „Wir helfen München“ sowie „Deutsche Sporthilfe“. Am 18. Juni 2019 wurde er mit 94,7 % Zustimmung der Aktionäre in den Aufsichtsrat der Wirecard AG gewählt. 
Seine Rolle im Ablauf des Wirecard-Skandals ist bisher nicht vollends aufgeklärt. Im Rahmen des Prozesses gegen den ehemaligen Wirecard-Vorstandsvorsitzenden ist Thomas Eichelmann Zeuge. Er war privat auch an Wirecard beteiligt und hat dabei über eine halbe Mio. Euro verloren.

## Deutsche Börse
Als Nachfolger von Mathias Hlubek übernahm Thomas Eichelmann die Position des Finanzvorstands, um den durch Hedgefonds erzwungenen Strategiewechsel fortzusetzen und die grundlegende Reorganisation des Unternehmens umzusetzen. Der Strategiewechsel bestand darin, keine aktive Rolle mehr bei der Konsolidierung der europäischen Börsenlandschaft zu spielen, d. h. keine Fusion mit einer dominanten ausländischen Börse wie der London Stock Exchange mehr anzustreben, und stattdessen durch organisches Wachstum, Personalabbau, Outsourcing, Aktienrückkäufe und Verkäufe von Unternehmensteilen auf ausschließlich kurze Sicht eine höhere Rendite für die Aktionäre zu schaffen. Die Reorganisation in eine divisionale Struktur schaffte die Voraussetzungen, um Teilverkäufe besser vornehmen zu können. Im Dezember 2008 erfuhren die Presse und der Aufsichtsrat von Verhandlungen mit dem Börsenbetreiber NYSE Euronext. Eichelmanns Rolle kann in Zusammenhang mit der sogenannten Heuschreckendebatte gesehen werden, die seinem Amtsantritt vorausging. Aktivistische Aktionäre, die das Ausscheiden des vormaligen Vorstandsvorsitzenden Werner G. Seifert und den Rücktritt des ehemaligen Aufsichtsratsvorsitzenden Rolf-Ernst Breuer erzwungen hatten, forderten wiederholt eine Zerschlagung der Gruppe Deutsche Börse durch Verkauf von Clearstream oder anderen Geschäftsfeldern. Nachdem Mitte März 2009 öffentlich darüber spekuliert worden war, dass die Hedgefonds ihr wirtschaftliches Engagement zurückgezogen hätten, entließ der Aufsichtsrat am 23. März 2009 Thomas Eichelmann als Finanzvorstand wegen „unterschiedlicher Auffassungen zu einzelnen geschäftlichen Aspekten.“ Die Aktie der Deutschen Börse gab daraufhin nach, Analysten äußerten sich kritisch.

## Aton
Im Februar 2010 entschied sich die Beteiligungsgesellschaft Aton GmbH in Fulda, ihre bis dahin aus zwei Geschäftsführern bestehende Führungsorganisation um die Funktion eines Hauptgeschäftsführers zu erweitern. Die Position wurde mit Thomas Eichelmann besetzt. Er fungiert auch als Leiter des zugehörigen Family-Office für die Familie Helmig, die Alleineigentümerin des Unternehmens ist.

## Öffentliche Kritik
Eichelmann geriet als Finanzvorstand wiederholt in die öffentliche Kritik. Beim Wechsel von Roland Berger Strategy Consultants zur Deutschen Börse zahlte letztere ihm eine „einmalige erfolgsunabhängige Sondervergütung“ von 2,7 Mio. Euro für entgangene Ansprüche. Der in seinem Verantwortungsbereich organisierte Umzug der Deutsche Börse von Frankfurt nach Eschborn, der u. a. Gewerbesteuern einspart, wurde von den Aktionären begrüßt und von der Stadt Frankfurt heftig kritisiert.

## Sport
Eichelmann war aktiver Leistungssportler und spielte Tennis in einer Regionalliga. Heute engagiert er sich bei der Stiftung Deutsche Sporthilfe als Mitglied des Kuratoriums.